# 有毒渦鞭毛藻

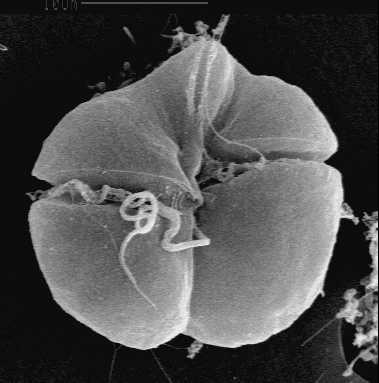
神経毒ブレベトキシンを産生する有毒渦鞭毛藻カレニア・ブレビス

有毒渦鞭毛藻（ゆうどくうずべんもうそう、toxic dinoflagellate）は毒素を産生する能力を持った渦鞭毛藻である。毒を産生する藻類は珪藻・ラフィド藻・ハプト藻などの各分類群に見られるが、渦鞭毛藻のそれは特に種類が豊富であり、また微量でも著しい生理活性を示す。ゆえに学問上も、また実学（水産業）的観点からも、他の有毒藻類とは別枠で扱われる場合が多い。

## 序論
渦鞭毛藻は海域・淡水域ともに広く分布する植物プランクトンである。渦鞭毛藻の約半分は光合成を行う独立栄養生物であり、生態ピラミッドの最底辺に位置する。残りの半分はバクテリアや他の藻類を捕食する従属栄養生物であるが、より大型の生物に捕食される点は同じである。有毒渦鞭毛藻にも独立栄養性のものと従属栄養性のものの双方が含まれる。
有毒渦鞭毛藻を魚類や貝類が捕食すると、産生された毒素が分解されずに捕食者に蓄積されることがある。毒素を蓄積した魚介類は貝毒やシガテラといった食中毒の原因となる。有毒渦鞭毛藻には水環境の富栄養化などにより赤潮を形成する種もあり、大発生した場合には特に問題視される。また船舶の航行増加と高速化に伴い、バラスト水によって他水域から持ち込まれる（持ち出される）有毒渦鞭毛藻も増加している。そのため、従来貝毒が発生していなかった水域で食中毒が発生するなどの被害が報告されている。

## 分類
有毒渦鞭毛藻は、産生する毒の種類やその作用対象によって、大きく以下の4つのグループに分けられる。
1. 魚介類に直接作用するもの
2. 麻痺性貝毒
3. 下痢性貝毒
4. 神経性貝毒・シガテラ毒

1のグループに該当するのは、フィエステリアなど一部の渦鞭毛藻である。2-4はこれらを持つ渦鞭毛藻を直接摂取した生物には無害であるが、食物連鎖による生物濃縮を介してヒトなどの高次の捕食者に毒性を示す。

## 主な有毒渦鞭毛藻
Alexandrium 属
麻痺性貝毒(paralytic shellfish poisoning; PSP)を産生する渦鞭毛藻。日本近海で貝毒を引き起こす代表的な属である。細胞表面に鎧板を持つ球形に近い渦鞭毛藻で、複数の個体が縦に連なって連鎖群体を形成する（A. tamarense を除く）。
アレキサンドリウム・タマレンセ（A. tamarense (Lebour) Balech）は1980年代までは北日本のみに分布するとされていたが、南限が順次南下しており、1990年代以降は瀬戸内海から九州地方でも確認されている。逆に瀬戸内を中心に分布していた A. catenella (Whedon et Kofoid) Balech は、分布域が北上する形で日本全域に広がりつつある。また1999年以降、亜熱帯性であると考えられていた A. tamiyavanichii Balech が西日本近海まで到達しており、貝毒を引き起こしている。A. minutum Halim も有毒と言われており、東京湾から1999年に報告がある。
 Alexandrium catenella の増殖速度には、植物性プランクトンが供給源となるビタミンB群の海水中濃度が有意に影響をしている。
Dinophysis 属
下痢性貝毒(diarrhetic shellfish poisoning; DSP)を産生する渦鞭毛藻。細胞の上部に環状翼と呼ばれる溝があり、そこから縦軸方向に縦溝翼（縦溝翼片）と呼ばれる背びれ様の構造を持つ。それぞれの溝に鞭毛があり、これを用いて遊泳する。培養が困難な渦鞭毛藻であり、有毒種の同定は進んでいない。毒素はディノフィシストキシンと呼ばれるオカダ酸の誘導体群である。また、D. fortii がペクテノトキシンを作ることが報告されている。Dinophysis 属には葉緑体を持つ種と持たない種の両方が含まれるが、ディノフィシストキシンを産生するのは独立栄養の前者である。
Gambierdiscus 属
シガテラと呼ばれる食中毒の原因となる渦鞭毛藻。G. toxicus Adachi et Fukuyo が代表種。この種はやや膨潤した円盤形の細胞である。G. toxicus は海藻などの表面に付着しており、この海藻を食した生物が毒素を蓄積してゆく。貝毒とは異なり、主に魚が食中毒の主因となる。毒素はシガトキシンやマイトトキシンである。
熱帯～亜熱帯での症例が多く、香港やフィリピンからも報告がある。中毒者は年間2万人とも見積もられている。特徴的な症状としてドライアイス・センセーションがあり、これは冷たい水に触れると熱いと感じる（逆にお湯を冷たく感じる）知覚異常の一種である。症状の詳細はシガテラを参照。
Gymnodinium 属
麻痺性貝毒を産生する渦鞭毛藻。日本近海では G. catenatum Graham などが出現する。従前は Karenia 属がここに含まれていた。
Karenia 属
神経性貝毒(neurotoxic shellfish poisoning; NSP)を産生する渦鞭毛藻。カレニア・ブレビス（K. brevis (Davis) Hansen et Moestrup）や K. mikimotoi (Mikyake et Kominami ex Oda) Hansen et Moestrup が代表的である。毒はブレベトキシンである。本属は以前は Gymonodinium 属に含められていたが、2000年に分離された。
K. brevis による貝毒の被害は北米とニュージーランドで発生している。前者では魚およびマナティーの大量死が報告されている。後者では1992年に300名近い食中毒患者を出した。日本では東京湾などで K. brevis、K. mikimotoi ともに確認されているものの、食中毒の発生報告はいまだない。
また、カレニア・セリフォルミス （Karenia selliformis） は、2021年9月から11月にかけて北海道東部太平洋岸にて発生した赤潮の原因に特定されている。この赤潮によって、ウニやサケ・マス類などの斃死による大きな漁業被害が発生した。K. selliformis を原因とする赤潮が日本近海にて発生した例は、これが初めての報告となる。また、原因となった K. selliformis は、2020年のロシア・カムチャツカ半島沿岸産のものと、DNA配列が一致している。
Ostreopsis 属
O. lenticularis や O. siamensis がパリトキシンを産生する。細胞の姿形が前述の Gambierdiscus toxicus に似ているのでしばしば混同されるが、遊泳法や鎧板配列が異なることで区別できる。
Pfiesteria 属
アメリカのノースカロライナ州で発見された渦鞭毛藻。タイプ種である P. piscicida が産生する毒素はエアロゾルとして気相に放出され、人体にも影響を及ぼすと言われている。当初は Pfiesteria の正体が掴めず、生息域の近隣住民からは“phantom dinoflagellate”と呼ばれ恐れられた。P. piscicida は名前の通り魚を殺してその血球などを捕食する。毒素は2007年に同定されたが名前はまだ付いていない。
同属の P. shumwayae も毒性が疑われたが、これについては毒ではなく、細胞が魚へ直接攻撃を仕掛けているのだという説もある。いずれの Pfiesteria についても、その有毒性や生活環を巡っては様々な意見・議論があり、収束していない。詳細はフィエステリアを参照。
Prorocentrum 属
付着性の P. lima (Ehrenberg) Dodge がオカダ酸を産生する。この藻類はシガテラの発生域に多く分布しており、Gambierdiscus とともに魚の毒化との関連性が示唆されている。
Protoceratium 属
下痢性貝毒であるイェッソトキシンを産生する渦鞭毛藻。この毒素は従来 Dinophysis に由来すると思われていたが、1997年に P. reticulatum (Claparède et Lachmann) Bütschli が産生元であることが報告された。
Protoperidinium 属
P. leticulatum など一部の種が下痢性貝毒であるアザスピロ酸を産生する。
Pyrodinium 属
熱帯地域を中心として、麻痺性貝毒を産生する渦鞭毛藻。特に問題となる種は P. bahamense var. compressum (Böhm) Steindinger, Tester et Taylor である。発達した鎧板と明瞭な縫合線を持つ。本種はシストを形成し、海底に堆積することも報告されている。
本種が有毒種として認識されたのは1970年代であるが、シストの調査によれば1800年代から既に東南アジアに広く分布していたことが明らかとなっている。1983年にはフィリピンで本種の赤潮が発生しており、その後も生息域を拡大している。

## 毒の種類
有毒渦鞭毛藻が産生する主な毒素を示す。個別の記事があるものはそちらも参照のこと。

サキシトキシン

サキシトキシン (saxitoxin; STX)
アルカロイドの一種で、麻痺性貝毒に分類される毒である。分子量299.29、CAS登録番号35523-89-8。1975年に構造が決定された。フグ毒として有名なテトロドトキシンと同様の作用機序を持ち、電位依存性ナトリウムチャネルをブロックして活動電位の発生と伝播を抑制する。熱に対して安定であり、一般的な調理では分解しない。ネオサキシトキシン(neosaxitoxin; nSTX)、ゴニオトキシン(gonyautoxin; GTX)、スルガトキシン(surugatoxin)、プロスルガトコシン(prosurugatoxin)、ネオスルガトキシン(neosurugatoxin)など約30種の誘導体が知られている。
ディノフィシストキシン (dinophysistoxin; DTX)
下痢性貝毒。後述するオカダ酸の誘導体である。分子量は800前後。
オカダ酸 (okadaic acid)

オカダ酸

下痢性貝毒に分類されるポリエーテルである。分子量804.9、CAS登録番号78111-17-8。脱リン酸化酵素の活性を阻害することで毒性を示す。摂取したヒトに現れる症状は下痢が主である。副次的な影響として、脱リン酸化が滞ることでリン酸化されたタンパク質が蓄積し、発ガンを促進するという報告もある。
イェッソトキシン (yessotoxin; YTX)
下痢性貝毒に分類されるポリエーテル。経口毒性は低く、毒性を持たない類縁体は規制対象から除外された。
ブレベトキシン (brevetoxin; BTX)

ブレベトキシンA

神経性貝毒に分類されるポリエーテル。分子量は900前後、10の異なる誘導体が知られている。麻痺性貝毒とは逆に、ナトリウムチャネルの過度の活性化を促して正常な神経伝達を阻害する。1981年、中西香爾らのグループによって構造が決定された。
パリトキシン （palytoxin）

パリトキシン

マイトトキシン

シガテラを引き起こす毒素。名前は最初の分離元であるイワスナギンチャクの属名（Palythoa）に由来する。分子量2680.13の巨大分子で、ナトリウムチャネルに作用して毒性を発揮する。イオン輸送性ATPアーゼに対して特異的作用を持つという報告もある。毒化されるものはアオブダイの他、カワハギ科・モンガラカワハギ科の魚が知られている。
シガトキシン (ciguatoxin; CTX)

シガトキシン CTX1B

後述のマイトトキシンと共に Gambierdiscus toxicus が産生するシガテラ毒の代表。シガトキシンは水溶性、マイトトキシンは脂溶性である。分子量1111、CAS登録番号11050-21-8。ポリエーテルよりなる神経毒であり、作用機序もブレベトキシンと同様ナトリウムチャネルの活性化による。シガトキシンは普通CTX1Bと呼ばれるものを指すが、これが魚類の体内で種々の誘導体に変換され、毒性が増すと言われている。
マイトトキシン (maitotoxin; MTX)
シガテラを引き起こす毒素。分子量3422、CAS登録番号59392-53-9。生体高分子以外では既知の最大の生体分子である。構造は1996年に決定された。マイトトキシンは細胞膜のカルシウムチャネルに作用し、カルシウムイオンの透過性を上昇させる。細胞内のカルシウムイオンはトロポニンなどを介して筋肉を収縮させる役目を担っており、この濃度勾配が撹乱されると筋肉の異常収縮が起きる。海産の毒素としては最も毒性が高い部類に含まれる。
ペクテノトキシン (pectenotoxin; PTX)
ホタテガイ(Patinopecten yessoensis)から単離され、その名が付けられた毒素。渦鞭毛藻が産生した後、これを摂取した貝の中でペクテノトキシン2-セコ酸など幾つかの誘導体に変換される。アクチンの脱重合作用を持つほか、ヒトに対しては肝臓毒性を示す。
アザスピロ酸(azaspiracid; AZA)
1995年に同定された下痢性貝毒。環状アミンを含むポリエーテルである。同年にオランダで食中毒が発生し、これがアイルランド北西岸のキラリー湾産のイガイ類によるものであったことから発見された。1997年・2001年などその後もアイルランドを中心にヨーロッパで被害が報告されている。

## 対応

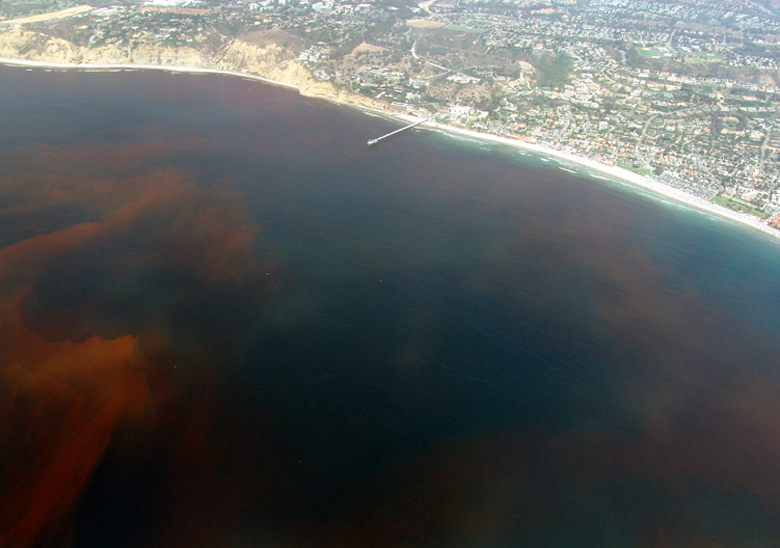
渦鞭毛藻による赤潮。Scripps Institution of Oceanography提供。

赤潮のような有毒渦鞭毛藻の大量発生時には、種の早期識別が要求されるとともに魚介類への餌止め、可能であれば赤潮からの避難が行われる。状況によっては赤潮警報が発令される。渦鞭毛藻の識別は光学顕微鏡による観察のほか、リボソームRNAをターゲットとした蛍光プローブによるFISH法なども開発されている。ただし魚介類の毒化は赤潮を伴わずに起こる場合もあり、毒化の予防や予測は困難である。最終的には各都道府県の登録検査機関が水産物に対して貝毒検査を行い、毒素の有無を判別している。
一方シガテラに関しては、食中毒の報告は多いものの有効な対策が取られていない。理由としては、原因となる渦鞭毛藻が固着性であり発生の状況を把握しづらいこと、毒の定量が難しいこと、加えて発生海域の多くが開発途上国の領海であり監視体制が整っていないことなどが挙げられる。